# Hele Vejen (album)
 For alternative betydninger, se Hele vejen. (Se også artikler, som begynder med Hele vejen)
Hele Vejen er navnet på det tredje album fra det danske Indie-Folk Rockband Mr. Wilms. Det udkom i 2011.

## Spor
| #   | Titel                   | Længde |
| --- | ----------------------- | ------ |
| 1.  | "Drømte mig en drøm"    | 5:01   |
| 2.  | "Sangen om kærlighed"   | 4:31   |
| 3.  | "Kun du"                | 4:17   |
| 4.  | "Som levende lys"       | 2:56   |
| 5.  | "Don't you go away"     | 3:55   |
| 6.  | "Mød mig ved midnat"    | 4:15   |
| 7.  | "Something's"           | 4:16   |
| 8.  | "Dig og mig"            | 3:54   |
| 9.  | "Vi tager nu denne nat" | 4:00   |
| 10. | "Take the time"         | 5:19   |
| 11. | "Madonna"               | 5:48   |

Hvis intet andet er angivet er tekst og musik af Mr. Wilms.